# Instituto Francés de América Latina
El Instituto Francés de América Latina (IFAL, en francés Institut français d'Amérique latine) fue fundado en la Ciudad de México en 1944 con el objetivo de transmitir a los mexicanos un mensaje de paz, de amistad y de enriquecimiento cultural mutuo. 
El IFAL El Instituto Francés de América Latina (IFAL), con sede en la Ciudad de México, es una estructura del Ministerio para Europa y de Asuntos Exteriores de Francia (MEAE) que promueve, pilota y cofinancia acciones de cooperación con entidades locales, regionales y multilaterales en México.

## Oferta Educativa y Cultural
Su labor se centra fundamentalmente en la impartición de clases de francés desde el nivel inicial hasta los avanzados, así como talleres y cursos especializados, tanto en competencias lingüísticas como en manifestaciones culturales. Las clases son impartidas por mae
stros nativos del idioma, bien sea franceses o provenientes de los países francófonos, así como mexicanos con un destacadísimo dominio de la lengua francesa.
Los cursos de lengua francesa cubren los niveles del A1 al C1 del Marco Común Europeo de Referencia para las lenguas.
Dentro de las instalaciones del IFAL se ofrece un laboratorio multimedia de acceso libre para los alumnos inscritos, con una amplia gama de actividades y un profesor a su disposición. El laboratorio cuenta con la tecnología EDU4, el sistema AURALOG y todas las técnicas de enseñanza del francés (speech recognition, video, Internet, entre otras) con 25 puestos y un equipo de docentes altamente preparados. El servicio se ofrece de 7:00 a. m. a 2:00 p. m. y de 3:00 p. m. a 9:00 p. m. 
Desde hace algunos años, sus actividades intramuros se han ido reforzando gracias, en gran medida, a las actividades adicionales que lleva a cabo. Una de las más importantes sin duda, fue la apertura del Centro Cultural de Francia en México (Casa de Francia), situada en la Colonia Juárez de la Ciudad de México (muy cerca de la famosa Zona Rosa), en donde igualmente se llevan a cabo:
- Debates, conferencias y coloquios de alto nivel que tanto el IFAL como la Casa de Francia organizan en colaboración con prestigiadas organizaciones mexicanas;
- Actividades del Centro Profesional de Traducción y de Interpretación CPTI ; preparación para los diplomas del IFAL de traducción y de Aptitud pedagógica para la enseñanza del Francés Lengua Extranjera (FLE).
- Licenciatura impartida por el IESM (Instituto de Estudios Superiores de la Moda);
- Exposiciones, conciertos de música clásica y contemporánea, cine y eventos organizados dentro o fuera del IFAL ; en particular en la Sala Molière (remodelada por el gran arquitecto mexicano Bernardo Gómez Pimienta), lugar donde un sinnúmero de lazos culturales entre Francia y México se han dado cita, como por ejemplo la primera proyección a nivel mundial de la película de Buñuel « Los Olvidados »;
- El centro de información sobre la Francia contemporánea (Casa de Francia), que contiene colección más importante de obras literarias en francés en América Latina;
- En la Casa de Francia, se encuentra asimismo la oferta gastronómica del restaurante “Le Cordon Blue”.

El IFAL también se ha expandido, multiplicando su acción, ya que sus programas, sus profesores y sus actividades han salido de sus instalaciones para impartir las actividades pedagógicas a lo largo de toda la Ciudad de México así como en el país entero.
En conjunto, el IFAL y la Casa de Francia proponen la oferta más completa a todos aquellos interesados en los intercambios y la cooperación entre Francia y México.

## Servicios adicionales
- Taller gratuito de conversación para alumnos inscritos
- Asistencia pedagógica gratuita para alumnos inscritos
- Televisor con auriculares para ver TV5 Monde (el canal francés de televisión internacional)
- Venta de material académico los primeros días de cada inicio de curso
- Cafetería - Restaurante
- Piano

No cuenta con estacionamiento para alumnos, pero hay dos públicos a menos de una cuadra sobre la calle de Río Rhin. Para estacionar el coche en la calle hay que llevar monedas de uno, dos y cinco pesos para el parquímetro, y estar atento al reloj para que no le pongan candado a la llanta. Los parquímetros operan de 8:00 a. m. a 8:00 p. m. de lunes a viernes.

## Estructura de los cursos
Los cursos en el IFAL se ajustan exactamente al Marco Común Europeo de Referencia para las lenguas por lo que los niveles quedan establecidos de la siguiente manera:
- Nivel A1: Principiante.
- Nivel A2: Intermedio 1.
- Nivel B1: Intermedio 2.
- Nivel B2: Avanzado.
- Nivel C1: Superior.
- Nivel C2: Dominio del idioma (similar al de un nativo de la lengua con estudios universitarios).

Cada nivel se divide en más o menos módulos mensuales dependiendo del ritmo de estudio (número de horas por semana) elegido:
- Intensivo: 50 horas al mes.
- Normal: 32 horas al mes.
- Extensivo: 24 horas al mes / 48 horas en dos meses.
- Sabatino normal: 24 horas al mes / 48 horas en dos meses.
- Sabatino extensivo: 18 horas al mes / 36 horas en dos meses.
- Clases para adolescentes: 12 horas al mes / 24 horas en dos meses.

En los ritmos normal e intensivo, se completa un módulo cada mes, y cada mes también se abren nuevos grupos. 
En los ritmos extensivo y sabatinos, así como en las clases para adolescentes, se completa un módulo cada dos meses, y sólo cada dos meses se abren nuevos grupos. 

### Tabla de módulos por nivel
Los módulos para cada ritmo van de acuerdo con la siguiente tabla:
| Normal | Intensivo | Extensivo / Sabatino | Adolescentes |
| ------ | --------- | -------------------- | ------------ |
|        |           |                      |              |
|        |           |                      |              |
| A1.1   | A1.1      | A1.1                 | A1.1         |
| A1.2   | A1.2      | A1.2                 | A1.2         |
| A1.3   |           |                      | A1.3         |
|        |           |                      | A1.4         |
|        |           |                      |              |
| A2.1   | A2.1      | A2.1                 | A2.1         |
| A2.2   | A2.2      | A2.2                 | A2.2         |
| A2.3   |           |                      | A2.3         |
|        |           |                      | A2.4         |
|        |           |                      |              |
| B1.1   | B1.1      | B1.1                 | B1.1         |
| B1.2   | B1.2      | B1.2                 | B1.2         |
| B1.3   | B1.3      | B1.3                 | B1.3         |
| B1.4   |           |                      | B1.4         |
| B1.5   |           |                      | B1.5         |
|        |           |                      | B1.6         |
|        |           |                      |              |
| B2.1   | B2.1      | B2.1                 |              |
| B2.2   | B2.2      | B2.2                 |              |
| B2.3   | B2.3      | B2.3                 |              |
| B2.4   | B2.4      | B2.4                 |              |
| B2.5   | B2.5      | B2.5                 |              |
| B2.6   |           |                      |              |
| B2.7   |           |                      |              |
| B2.8   |           |                      |              |
|        |           |                      |              |
| C1.1   | C1.1      | C1.1                 |              |
| C1.2   | C1.2      | C1.2                 |              |
| C1.3   | C1.3      | C1.3                 |              |
| C1.4   | C1.4      | C1.4                 |              |
| C1.5   |           |                      |              |
| C1.6   |           |                      |              |
|        |           |                      |              |
|        |           |                      |              |

#### Explicación de la tabla
Tomemos por ejemplo el nivel A1. En dicho nivel hay tres sub-niveles en el ritmo normal, dos tanto en el intensivo como en el extensivo/sabatino, y cuatro en el de adolescentes, pero en todos los ritmos se cumple con un total de 100 horas. La diferencia está en cuanto tiempo se lleva cumplir con dichas horas. 
A ritmo normal, se completan 100 horas al cabo de tres meses. A ritmo intensivo, bastan tan solo dos meses. A ritmo extensivo hay también dos sub-niveles, pero cada uno se imparte en dos meses, por lo que se completan las 100 horas al cabo de cuatro meses.
Cabe destacar que, a partir del nivel B1 se requieren más de 100 horas por curso (llegando de 200 a 300)dependiendo del nivel de profundidad conocida del francés; también se aclara que a partir del nivel B2 la oferta de cursos tiende a disminuir sensiblemente, y que hay periodos en los que ciertos niveles no se abren en ningún horario ni frecuencia.

### Horarios y frecuencias
Los cursos de francés en el IFAL se ofrecen en horarios de 7:00 a. m. a 9:30 p. m. de lunes a viernes y los sábados de 8:30 a. m. a 5:15 p. m. El IFAL ofrece también la posibilidad de aprender el francés a distancia con asesoría personalizada (e-learning).
La frecuencia de inicios de cursos se ofrece de la siguiente manera: hay inicios cada mes para los cursos "normal" e "intensivo" y cada dos meses para los cursos tipo "extensivo", "sabatino" y de adolescentes (para personas entre los 13 y los 16 años). Las inscripciones están abiertas todos los días que abre el IFAL.
Los cursos se complementan con servicios anexos gratuitos tales como asistencia pedagógica, laboratorio multimedia, espacio de libre expresión (taller gratuito par alumnos inscriots), mediateca y actividades culturales.
Se ofrecen también talleres para complementar los cursos, aunque no es necesario estar inscrito en un curso para inscribirse en los talleres.
En términos generales, a los cursos intensivos se asiste de lunes a viernes, en las mañanas, durante 2 horas y media por día. Los cursos normales abarcan ocho horas semanales a razón de dos horas diarias de lunes a jueves. Estos cursos se abren cada mes.
Los sábados hay cursos de 48 o de 36 horas al bimestre. Estos cursos se abren cada dos meses.
Cabe destacar que las fechas de inicio y término de clases pueden ser distintos para los diferentes ritmos. 

## Oferta de cursos 2015
Para ver la oferta completa, así como el calendario y los precios, se puede consultar la siguiente página: 
+ Cursos en el IFAL.

## Antigua estructura de los cursos
Antes de febrero de 2008, los cursos cubrían 500 horas en niveles que iban del "A" al "E" y se ofecían por lo general en segmentos que cubrían 100 horas en un período de 16 semanas. Existía una oferta de cursos intensivos que cubrían 100 horas en solo 8 semanas y otra de cursos extendidos que cubrían 100 horas en 32 semanas (con un período intermedio de 2 semanas de vacaciones). Por lo general, en el verano (meses de julio y agosto) se ofrecían cursos acelerados (súper intensivos) que cubrían 100 horas en 4 semanas (al ritmo de 5 horas diarias de lunes a viernes). Mediante la combinación efectiva de los cursos intensivos y los acelerados, más la adición de talleres y cursos especiales para completar las horas requeridas, era posible completar el nivel B2 del Marco Común en 10 meses.
La relación de cursos y niveles en el IFAL se estructuraba de la siguiente manera:
- Nivel A: Principiantes.
- Nivel B: Intermedios I.
- Nivel C: Intermedios II.
- Nivel D: Avanzados I.
- Nivel E: Avanzados II.

A partir del nivel B y a lo largo de todos los niveles se ofrecían talleres de lengua, civilización y cultura así como de competencias en expresión y comprensión oral y escrita.
También se ofrecían cursos tanto de lengua como de cultura en idioma español para extranjeros.
Durante los meses de julio y agosto había cursos súper-intensivos y se abrían talleres con temáticas que sólo se ofrecían en el período de verano. De particular atractivo era el taller sobre la Edad Media.

### Equivalencias entre el antiguo sistema y el actual
| Sistema antiguo | Sistema actual |
| --------------- | -------------- |
|                 |                |
|                 |                |
| Nivel A         | Nivel A1.1     |
| Nivel B         | Nivel A2.1     |
| Nivel C         | Nivel B1.1     |
| Nivel D         | Nivel B1.3     |
| Nivel E         | Nivel B2.2     |